# Grand Prix de Wallonie 1979
La 20e édition du Grand Prix de Wallonie a eu lieu le 7 mai 1979. Elle a été remportée par le Néerlandais Leo van Vliet.

## Classement final
Leo van Vliet remporte la course en parcourant les 229 kilomètres en 5 h 54 à la vitesse moyenne de 37,118 km/h,.
| \| Classement général \| Classement général \| Classement général \| Classement général \| Classement général \| \| Coureur \| Coureur \| Pays \| Équipe \| Temps \| \| ------------------ \| ---------------------- \| ------------------ \| --------------------- \| ------------------ \| \| 1er \| Leo van Vliet \| Pays-Bas \| TI-Raleigh-McGregor \| 5 h 54 min 00 s \| \| 2e \| Jean-René Bernaudeau \| France \| Renault-Gitane \| \| \| 3e \| Fedor den Hertog \| Pays-Bas \| IJsboerke-Warncke Eis \| \| \| 4e \| Gustaaf Van Roosbroeck \| Belgique \| IJsboerke-Warncke Eis \| \| \| 5e \| Martin Havik \| Pays-Bas \| TI-Raleigh-McGregor \| \| \| 6e \| Hennie Kuiper \| Pays-Bas \| Peugeot-Esso-Michelin \| \| \| 7e \| Fons Van Dessel \| Belgique \| Flandria-Ça va seul \| \| \| 8e \| Bernard Hinault \| France \| Renault-Gitane \| \| \| 9e \| Daniel Willems \| Belgique \| IJsboerke-Warncke Eis \| \| \| 10e \| Jacques Martin \| Belgique \| Kas-Campagnolo \| \| |                        |          |                       |                 |
| |                        |          |                       |                 |
| Source : Cycling Archives |                        |          |                       |                 |
| Classement général |                        |          |                       |                 |
| Coureur | Coureur                | Pays     | Équipe                | Temps           |
| 1er | Leo van Vliet          | Pays-Bas | TI-Raleigh-McGregor   | 5 h 54 min 00 s |
| 2e | Jean-René Bernaudeau   | France   | Renault-Gitane        |                 |
| 3e | Fedor den Hertog       | Pays-Bas | IJsboerke-Warncke Eis |                 |
| 4e | Gustaaf Van Roosbroeck | Belgique | IJsboerke-Warncke Eis |                 |
| 5e | Martin Havik           | Pays-Bas | TI-Raleigh-McGregor   |                 |
| 6e | Hennie Kuiper          | Pays-Bas | Peugeot-Esso-Michelin |                 |
| 7e | Fons Van Dessel        | Belgique | Flandria-Ça va seul   |                 |
| 8e | Bernard Hinault        | France   | Renault-Gitane        |                 |
| 9e | Daniel Willems         | Belgique | IJsboerke-Warncke Eis |                 |
| 10e | Jacques Martin         | Belgique | Kas-Campagnolo        |                 |